# إرنست بليك
إرنست بليك (بالإنجليزية: Ernest Blake)‏ هو سباح بريطاني (وحمل سابقاً جنسية المملكة المتحدة لبريطانيا العظمى وأيرلندا)، ولد في 31 مارس 1912 في كينغستون أبون هال في المملكة المتحدة، وتوفي في 1 ديسمبر 2002 في جوول في المملكة المتحدة.

## روابط خارجية
- إرنست بليك على موقع أوليمبيديا (الإنجليزية)